# دانیله برنازانی
دانیله برنازانی (انگلیسی: Daniele Bernazzani؛ زادهٔ ۲۸ ژانویهٔ ۱۹۶۳) بازیکن فوتبال اهل ایتالیا است.
از باشگاه‌هایی که در آن بازی کرده‌است می‌توان به باشگاه فوتبال رجینا، باشگاه فوتبال اینتر میلان، باشگاه فوتبال پیزا، و باشگاه فوتبال پیستویزه اشاره کرد.